# Vrhbosna

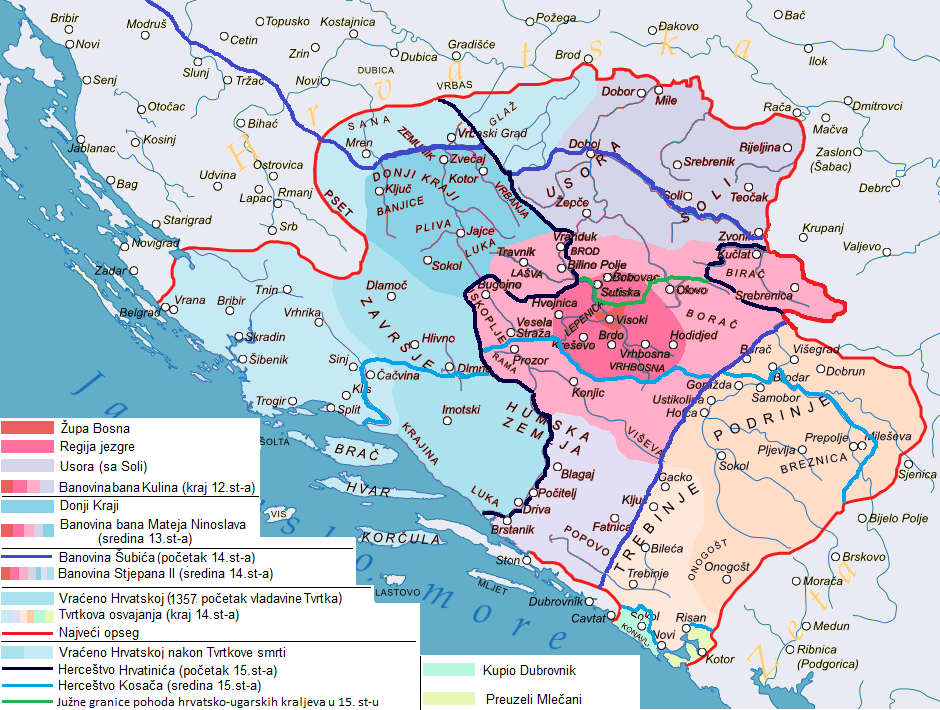
Vrhbosna jako jádro středověkého státu uprostřed mapy

Vrhbosna (cyrilicí Врхбосна) byl středověký název malého regionu v dnešní střední Bosně a Hercegovině, jehož centrem byla stejnojmenná osada (župa), která se později stala součástí města Sarajevo.
Význam názvu této slovanské župy je „vrchol Bosny“. Jediným známým opevněním v této oblasti byl v té době Hodidjed. Existence významné individuální osady Vrhbosna byla zaznamenána ve 14. a 15. století. Vrhbosna byla poprvé napadena Osmanskou říší v roce 1416 a nakonec byla dobyta v roce 1451.
Vrhbosna přetrvávala krátce po osmanském dobytí Bosny ve jménu místního vilájetu, ale brzy se toto jméno přestalo používat. V roce 1550 byl benátský cestovatel Caterino Zeno prvním obyvatelem Západu, který k popisu místa použil termín Sarraglio (italská forma Sarajeva) místo Vrhbosna.
V současné době je známá jako římskokatolická arcidiecéze Vrhbosna, což je arcidiecéze, která v současné době slouží katolíkům v Sarajevu.